# Cum să furi un milion
Cum să furi un milion (în engleză How to Steal a Million) este un film american de comedie din 1966, regizat de William Wyler și având în rolurile principale pe Peter O'Toole, Audrey Hepburn și Hugh Griffith. Acțiunea filmului se petrece în Franța (unde s-au făcut și filmările), deși toate personajele vorbesc în engleză. Vestimentația lui Audrey Hepburn a fost realizată de Givenchy.
O'Toole apare aici ca Simon Dermott, surprins de Audrey Hepburn în casa ei cu un tablou falsificat sub braț. Hepburn o interpretează pe Nicole Bonnet, fiica unui genial falsificator de obiecte de artă, Charles Bonnet (Griffith). Tema centrală a filmului este recuperarea dintr-un muzeu din Paris a unei statui de Cellini, falsificate de bunicul lui Bonnet, înainte ca aceasta să fie descoperită și expusă ca atare, și este animat de relația romantică între personajele interpretate de O'Toole și Hepburn.

## Subiect
Charles Bonnet (Hugh Griffith) este un falsificator de artă profesionist și tocmai a împrumutat o sculptură de Cellini falsificată unui muzeu. Într-o noapte, fiica lui, Nicole (Audrey Hepburn), îl surprinde pe Simon Dermott (Peter O'Toole) cu unul dintre tablourile falsificate din casa lor sub braț. El spune că este un hoț din înalta societate, iar ea îl împușcă accidental în braț cu un pistol atât de vechi, încât aproape că nu-i produce niciun rău. Știind că dacă îl va denunța ca hoț va avea loc o investigație și secretul familiei va fi scos la iveală, ea se oferă să-l conducă pe bărbat acasă.
Mai târziu, ea și tatăl ei află că sculptura împrumutată muzeului va fi supusă unui test obligatoriu de autenticitate, ceea ce-i sperie. În scopul de a-și salva tatăl, Nicolae apelează la ajutorul lui Dermott pentru a fura sculptura din muzeu. El acceptă după unele ezitări. Cei doi își petrec seara într-un dulap de depozitare din muzeu, timp în care Dermott afirmă că știa despre falsificarea sculpturii de Cellini și își explică motivul pentru care o ajută printr-un sărut; el și Nicole își exprimă dragostea lor unul pentru celalalt. Dermott folosește de două ori un bumerang pentru a declanșa performanta alarmă cu "fotodetecție", făcându-i pe gardieni să creadă că aceasta este defectă. După a doua declanșare a alarmei, gardienii o dezactivează. Cele doi iau sculptura (înlocuind-o cu o sticlă de coniac pentru ca polițiștii să o remarce) și se strecoară afară în mijlocul confuziei cauzate de furtul obiectului de artă.
După salvarea onoarei familiei Bonnet, Dermott dezvăluie faptul că el este de fapt un detectiv particular specializat în falsificarea de obiecte de artă și nu-l va denunța pe tatăl ei, cu condiția ca acesta să renunțe la falsificarea obiectelor de artă. Nicole și "hoțul" își urmează și se căsătoresc.

## Distribuție
- Audrey Hepburn – Nicole Bonnet
- Peter O'Toole – Simon Dermott
- Hugh Griffith – Charles Bonnet
- Eli Wallach – Davis Leland
- Charles Boyer – DeSolnay
- Fernand Gravey – Grammont
- Marcel Dalio – Paravideo
- Jacques Marin – șeful pazei
- Roger Tréville – licitatorul
- Edward Malin – inspectorul de asigurări Clerk (ca Eddie Malin)

## Cultură populară
Un schimb de vorbe între Nicole și tatăl ei în acest film ("Papa!" "Nicole") a fost împrumutat și adaptat într-o serie de reclame de succes pentru Renault Clio. Scenele de jaf din film au fost copiate mai târziu pentru filmul hindi Loafer.